# Гаазька консерваторія
Гаазька консерваторія, Королівська консерваторія (нід. Koninklijk Conservatorium Den Haag) — нідерландська консерваторія, розташована в Гаазі. Заснована в 1826 році указом короля Віллема I.
Консерваторія Гааги особливо відома вважається одним з основних світових центрів навчання історичному виконавству. На відділенні старовинної навчається близько 180 студентів з 35 країн світу. 

## Директори консерваторії
- Іоганн Генріх Любек (1826-1865)
- Віллем Ніколаї (1865-1896)
- Генрі Віотта (1896-1919)
- Йоган Вагенар (1919-1937)
- Сем Дресден (1937-1941)
- Генк Бадінгс (1941-1945)
- Сем Дресден (1945-1949)
- Кеєс ван Барен (1957-1970)
- Ян ван Флейман (1970-1985)
- Франс де Рейтер (1985-2006)
- Вім Вос (2006-2008)
- Хенк ван дер Мелен (з 2008 р)

## Відомі педагоги
- Конрад Бемер
- Косье Вейзенбек
- Давіна ван Велі
- Жанін Дакоста
- Зоран Дукіч
- Бартольді Кёйкен
- Сігісвальд Кёйкен
- Рейнберт де Леу
- Тео Олоф

## Відомі випускники
- Мішель ван дер Аа
- Луї Андріссен
- Давид Брукман
- Рейнберт де Леу
- Барт ван Оорт
- Лоуренс Ренес
- Фридерике Саейс
- Жанін Янсен
- Бенедек Чалог
- Костянтин Кляшторний
- Діна Апелдорн